# Бингула
Бингула (слч. Binguľa) је насеље у Србији у општини Шид у Сремском округу. Према попису из 2022. било је 561 становника.

## Историја
"Бингула као насељено место је први пут забележена 1445 године. Према попису из 1736. године имала је 65 домова, 1756. године имала је 70, 1766. године 119, 1774. године 176, 1791. године 159 домова са 891-ом душом. Године 1810. имала је 157 домова са 844 душе. Бингула је 1885. године била у склопу Ердевичког изборног среза са својих 650 православаца.
Према попису из 1736-е Бингула је једно од 16 насеља (Илок, Моловин, Сот, Пакледин, Љуба, Сусек, Свилош, Грабово, Лежимир, Бингула, Мартинци, Кузмин, Бачинци, Ердевик, Дивош, Ремета) која су припадала Илочком Горњосремском властелинству.
11. јуна 1943. године у извештају власти фашистичке НДХ о активностима Народноослободилачке војске на подручју Срема и Славоније Бингула се истиче као једна од локација значајнијег комунистичког деловања.
Овде се налази Црква Светог Георгија у Бингули.

## Демографија
У насељу Бингула живи 723 пунолетна становника, а просечна старост становништва износи 42,2 година (38,9 код мушкараца и 45,5 код жена). У насељу има 305 домаћинстава, а просечан број чланова по домаћинству је 2,97.
Становништво у овом насељу веома је нехомогено.
|  |

| Демографија | Демографија | Демографија |
| Година      | Становника  | Становника  |
| ----------- | ----------- | ----------- |
| 1900.       | 1.671       |             |
| 1910.       | 1.683       |             |
| 1921.       | 1.707       |             |
| 1931.       | 1.613       |             |
| 1948.       | 1.116       |             |
| 1953.       | 1.200       |             |
| 1961.       | 1.244       |             |
| 1971.       | 1.119       |             |
| 1981.       | 1.025       |             |
| 1991.       | 915         | 888         |
| 2002.       | 906         | 927         |

| Етнички састав према попису из 2002.‍ | Етнички састав према попису из 2002.‍ | Етнички састав према попису из 2002.‍ | Етнички састав према попису из 2002.‍ | Етнички састав према попису из 2002.‍ |
| ------------------------------------ | ------------------------------------ | ------------------------------------ | ------------------------------------ | ------------------------------------ |
|                                      |                                      |                                      |                                      |                                      |
| Срби                                 | Срби                                 |                                      | 477                                  | 52,64%                               |
| Словаци                              | Словаци                              |                                      | 306                                  | 33,77%                               |
| Хрвати                               | Хрвати                               |                                      | 40                                   | 4,41%                                |
| Мађари                               | Мађари                               |                                      | 29                                   | 3,20%                                |
| Југословени                          | Југословени                          |                                      | 10                                   | 1,10%                                |
| Русини                               | Русини                               |                                      | 7                                    | 0,77%                                |
| Роми                                 | Роми                                 |                                      | 6                                    | 0,66%                                |
| Црногорци                            | Црногорци                            |                                      | 1                                    | 0,11%                                |
| Немци                                | Немци                                |                                      | 1                                    | 0,11%                                |
| Муслимани                            | Муслимани                            |                                      | 1                                    | 0,11%                                |
| Македонци                            | Македонци                            |                                      | 1                                    | 0,11%                                |
| непознато                            | непознато                            |                                      | 9                                    | 0,99%                                |

| Година пописа     | 1948. | 1953. | 1961. | 1971. | 1981. | 1991. | 2002. |
| ----------------- | ----- | ----- | ----- | ----- | ----- | ----- | ----- |
| Број домаћинстава | 301   | 344   | 369   | 351   | 340   | 316   | 305   |

| Број чланова      | 1  | 2  | 3  | 4  | 5  | 6  | 7 | 8 | 9 | 10 и више | Просек |
| ----------------- | -- | -- | -- | -- | -- | -- | - | - | - | --------- | ------ |
| Број домаћинстава | 71 | 69 | 56 | 54 | 30 | 14 | 9 | 2 | 0 | 0         | 2,97   |

| Пол    | Укупно | Неожењен/Неудата | Ожењен/Удата | Удовац/Удовица | Разведен/Разведена | Непознато |
| ------ | ------ | ---------------- | ------------ | -------------- | ------------------ | --------- |
| Мушки  | 368    | 119              | 224          | 19             | 6                  | 0         |
| Женски | 386    | 47               | 229          | 103            | 7                  | 0         |
| УКУПНО | 754    | 166              | 453          | 122            | 13                 | 0         |

| Пол    | Укупно                    | Пољопривреда, лов и шумарство | Рибарство                            | Вађење руде и камена | Прерађивачка индустрија       |
| ------ | ------------------------- | ----------------------------- | ------------------------------------ | -------------------- | ----------------------------- |
| Мушки  | 209                       | 166                           | 0                                    | 0                    | 10                            |
| Женски | 116                       | 91                            | 0                                    | 0                    | 2                             |
| УКУПНО | 325                       | 257                           | 0                                    | 0                    | 12                            |
| Пол    | Производња и снабдевање   | Грађевинарство                | Трговина                             | Хотели и ресторани   | Саобраћај, складиштење и везе |
| Мушки  | 0                         | 0                             | 3                                    | 0                    | 2                             |
| Женски | 0                         | 0                             | 3                                    | 2                    | 1                             |
| УКУПНО | 0                         | 0                             | 6                                    | 2                    | 3                             |
| Пол    | Финансијско посредовање   | Некретнине                    | Државна управа и одбрана             | Образовање           | Здравствени и социјални рад   |
| Мушки  | 0                         | 0                             | 3                                    | 1                    | 0                             |
| Женски | 0                         | 0                             | 3                                    | 5                    | 3                             |
| УКУПНО | 0                         | 0                             | 6                                    | 6                    | 3                             |
| Пол    | Остале услужне активности | Приватна домаћинства          | Екстериторијалне организације и тела | Непознато            | Непознато                     |
| Мушки  | 2                         | 0                             | 0                                    | 22                   | 22                            |
| Женски | 0                         | 0                             | 0                                    | 6                    | 6                             |
| УКУПНО | 2                         | 0                             | 0                                    | 28                   | 28                            |